# فيرديناند (اسم)
فيرديناند (بالإنجليزية: Ferdinand)‏ هو اسم علم شخصي مذكر من أصل جرماني قديم. هذا الاسم كان من أشهر الأسماء في أوروبا وأتخذه عدة ملوك في أوروبا. ومعنى هذا الاسم الحامي و الحارس والمغامر وصانع السلام. لهذا الاسم نسخ مشهورة في اللغات الأخرى مثل فرناندو في الإسبانية والبرتغالية و فيرديناندو في الإيطالية وفرناندا وفيرديناندا عند الإناث.

## الشخصيات
- فرديناند الأول (إمبراطور روماني مقدس)
- فرديناند الثاني (إمبراطور روماني مقدس)
- فرديناند الثالث (إمبراطور روماني مقدس)
- فرديناند الرابع، ملك الرومان
- فرديناند دي لسبس مهندس فرنسي
- فيرديناند فانديفير هايدن عالم جيولوجيا أمريكي
- فيرديناند داوتشيك لاعب كرة قدم تشيكوسلوفاكي
- فيرديناند تشاتلوش قائد عسكري سلوفاكي
- فيرديناند فيلدهوفر لاعب كرة قدم نمساوي
- فيرديناند أدامز لاعب كرة قدم بلجيكي
- فرديناند الأول ملك بلغاريا
- فرديناند دو سوسور عالم لغويات سويسري
- فرديناند ماركوس سياسي فلبيني
- فرديناند فوش قائد عسكري فرنسي
- فرديناند فون ريتشهوفن عالم جغرافيا ألماني
- فرديناند أنطون إرنست بورشه مهندس ورجل أعمال نمساوي
- فرديناند ألبين باكس عالم نبات ألماني
- فرديناند ألبرخت الثاني دوق براونشفايغ-فولفنبوتل
- فارديناند بورشيه مهندس سيارات نمساوي ألماني
- فرديناند تونيز عالم اجتماع ألماني
- فرديناند جورج فروبنيوس رياضياتي ألماني
- فرديناند ديفيد ملحن ألماني
- فرديناند رييس ملحن ألماني
- فرديناند رايخ عالم فيزياء وكيمياء ألماني
- فرديناند زفونيمير من هابسبورغ أمير وسائق فورمولا ون نمساوي
- فرديناند ساويربروخ جراح ألماني
- فرديناند شورنر قائد عسكري ألماني
- فرديناند فون مولر قائد عسكري ألماني
- فرديناند فون شيراخ محامي ألماني
- فرديناند كريستيان باور عالم لاهوت ألماني
- فرديناند كوهن عالم أحياء ألماني
- فرديناند كوبلر متسابق دراجات هوائية سويسري
- فرديناند لاسال سياسي ألماني
- فرديناند لايتنر موسيقي نمساوي
- فرديناند ماريان ممثل نمساوي
- فرديناند من ساكس-كوبرغ وغوتا أمير نمساوي ألماني
- فرديناند أمير الدنمارك بالوراثة